# Эдмондстаун

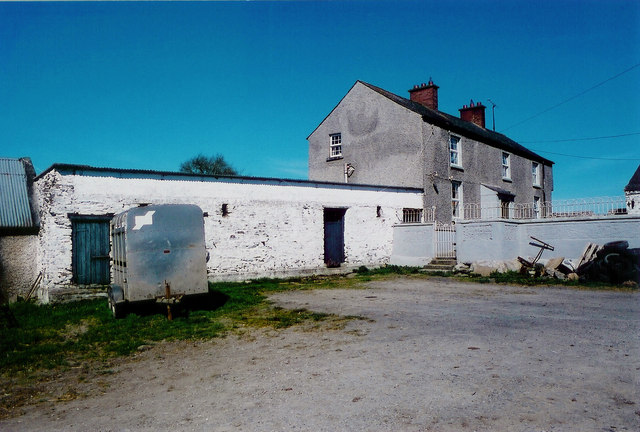

Эдмондстаун (англ. Edmondstown; ирл. Baile Éamainn) — городской район в Ирландии, находится в графстве Южный Дублин (провинция Ленстер). Район расположен на автодороге R116 южнее Баллибодена и севернее Рокбрука.
В городском районе сохранилось двухэтажное здание Эдмондстаун-Парка в три пролёта, построенное в 1792 году. С 1848 года в доме проживал William Armstrong Hayes, который занимался дублением кож. Его сын, будучи химиком, основал вместе с партнёрами компанию Hayes, Conyngham and Robinson Ltd, которая была крупнейшей фармацевтической сетью в стране, а в 1998 году была продана британской сети Boots.